# Awans
Awans (valonă Awan) este o comună francofonă din regiunea Valonia din Belgia. Comuna este formată din localitățile Awans, Fooz, Hognoul, Othée și Villers-l'Évêque. Suprafața totală a comunei este de 27,16 km². La 1 ianuarie 2008 comuna avea o populație totală de 8.758 locuitori. 
1. ↑  Crossroad Bank of Enterprises, accesat în 21 septembrie 2023